# Roukojärvi (sjö i Finland)
Roukojärvi är en sjö i Finland. Den ligger i kommunen Kolari i landskapet Lappland, i den norra delen av landet, 800 km norr om huvudstaden Helsingfors. Roukojärvi ligger 177,9 meter över havet. Arean är 39 hektar och strandlinjen är 4,34 kilometer lång. Sjön  ingår i Torne älvs huvudavrinningsområde. 